# Alegeri legislative în Finlanda, 1907

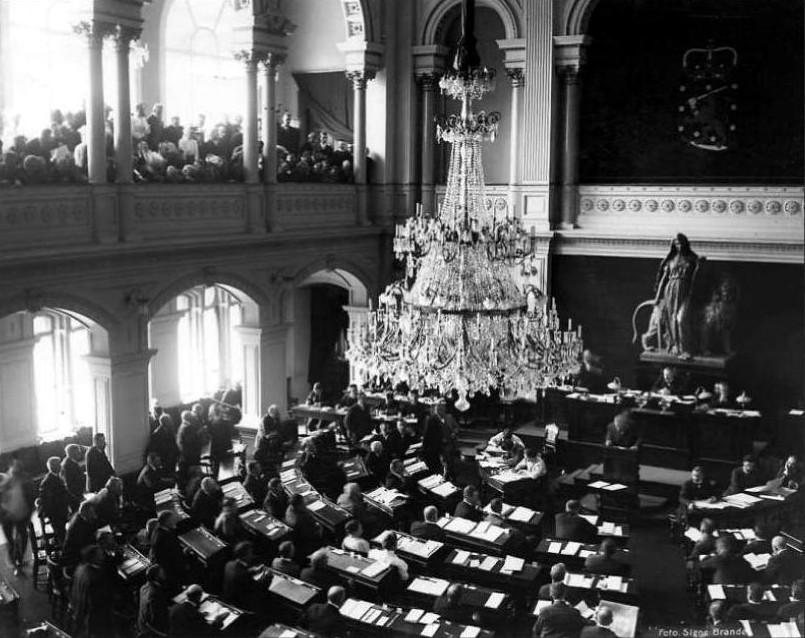
Alegeri Finlanda, 1907

Alegerile parlamentare finlandeze din 1907, în Marele Ducat autonom al Finlandei, au fost primele alegeri parlamentare în care membrii Parlamentului au fost aleși în noul Parlament din Finlanda prin sufragiu universal.
Alegerile au urmat reformei parlamentare din 1906 care a înlocuit Congresul de Finlanda, care s-a bazat pe moșii și a avut rădăcinile sale instituționale în perioada domniei suedeze, cu un parlament unicameral modern de 200 de parlamentari. Reforma a fost acceptată, după o grevă generală în Finlanda în 1905 în care cererile pentru o reformă parlamentară au apărut în special în rândul socialiștilor.Aceasta a coincis cu dezvoltarea similară din Rusia, care după o grevă generală și, după războiul ruso-japonez, se naște o nouă instituție, Duma. Acest context, explică de ce împăratul Nicolae al II-lea al Rusiei a permis reforma parlamentara în Finlanda.
Toate partidele politice din Finlanda au ajuns la un acord cu privire la reforma și prima alegere a Parlamentului din Finlanda (finlandeză: Eduskunta, suedeză: Riksdag) stabilite pentru 1907.Reforma din 1906 s-a încheiat după prima perioadă de rusificare din Marele Ducat al Finlandei, care a început în 1899 și a cuprins episoadele dramatice, cum ar fi asasinarea lui Nikolai Bobrikov, guvernator-general al Finlandei, în 1904.
Înainte de alegerile din 1907 puterea legislativă în Marele Ducat a fost investită în congresul moșiilor o instituție de vârstă veche formată din patru moșii (nobilimea, clerul, târgoveții și țăranii) care decurg din perioada dominației suedeze și reprezentând doar o mică parte din oameni.Acest tip de instituție a devenit destul de vechi din primii ani ai secolului II, nevoia de reformă fiind prin urmare autentică. Noul parlament unicameral, a fost format din 200 de deputați, toți aleși prin vot universal și egal al cetățenilor de peste 24 de ani. Femeilor, li s-a permis să voteze și să candideze; femeile finlandeze au primit aceste drepturi ele fiind primele din Europa. Anterior numai Noua Zeelandă a aprobat sufragiu universal de sex feminin, Finlanda a fost al doilea din lume pentru a face acest lucru și primul care a acordat femeilor dreptul de a alege și candida în alegeri.Astfel, în comparație cu fostul sistemul politic, aceste reforme pot fi considerate radicale.
Limba ceartă finlandeză a fost o problemă importantă la sfârșitul secolului XIX și începutul secolului XX în politica finlandeză.Astfel, primele partide politice din Finlanda, partidul finlandez și partidul suedez, s-au născut, în jurul ideilor Fennoman și Svecoman. Un partid liberal a fost înființat, dar în curând, altul de asemenea, dizolvat. Partidele finlandeze au fost împarțite mai târziu în susținători ai "Vechilor finlandezi" și “Tinerilor finlandezi”, care au fondat un partid propriu.Un eveniment mai important a fost fondarea unui partid socialist în 1899. Prima data numit Partidul finlandez Laburist, acesta a adoptat apoi numele de Partidul Social Democrat din Finlanda în 1903 și a căutat sprijinul clasei urbane de lucru și a populației rurale fără pământ.Votul universal natural a foarte important pentru aceste grupuri, deoarece nu au avut nici o putere politică în congresul moșiilor.În 1906, Liga Agrară a fost înființată pentru a reprezenta interesele țăranilor, și în același an, Partidul Suedez a adoptat numele său actual, Partidului Popular Suedez. Temele de campanie în alegeri au atins de exemplu problemele sociale și atitudinile părților la tentativele de rusificare.
Rezultatele primelor alergeri parlamentare din istoria Finlandei au fost oarecum o surpriză pentru partidele tradiționale: Partidul Social Democrat a venit în calitate de învingători clari, câștigand 80 de locuri din totalul de 200, care le-a făcut cel 
mai mare partid, deși nu sa ajuns la o majoritate a locurilor. Din aripa de dreapta sau centru-dreapta, a partidelor, Partidul Finlandez a câștigat cele mai multe locuri, 59, urmată de partea tinerilor finlandezi, 26 de locuri, și Partidul Popular Suedez, cu 24 de locuri. Liga Agrară a câștigat doar 9 locuri, dar în următorii ani sprijinul său a crescut rapid. La alegerile din 1907 alegătorii au votat pentru liste de partid, mai degrabă decat candidații individuali.
Ca urmare a alegerilor, reprezentanții lucrătorilor și a persoanelor fără pământ a devenit cel mai mare grup din Parlamentul European, în timp ce anterior nu au avut nici un fel de reprezentare politică în corpul legislativ.Femeile caștigă prin reprezentare; 19 parlamentari de sex feminin au fost aleși. Ele au devenit primele femei parlamentari din lume.
Bucuria social-democraților de după victoria lor s-a dovedit a fi de scurta durată. A doua perioadă în încercarea de rusificare a Marelui Ducat al Finlandei a început anul urmator și împaratul rus a dizolvat Parlamentul Finlandei în mai multe rânduri între anii 1908-1917.În timpul primului război mondial, Parlamentul European nu s-a convocat pentru o lungă perioadă de timp. Astfel, social-democrații nu au putut împinge multe dintre reformele dorite în timpul acestor ani spre sfârșitul perioadei de autonomie a Finlandei, în ciuda faptului ca au fost în măsură să-și păstreze poziția ca cea mai mare parte în toate alegerile din această 
perioadă. Ca rezultat, mulți susținători socialiști si-au pierdut inițial speranțele lor mari pentru parlamentul ales prin vot universal. Aceasta, la randul său a fost un element printre altele în dezvoltare, care să conducă la razboiul civil din 1918.
Reforma parlamentară din 1906 și alegerile parlamentare finlandeze din 1907 au dat naștere la democrația finlandeză.Parlamentul Finlandei ales prin vot universal a existat continuu de atunci. Când Finlanda a caștigat independența în 1917, țara a avut deja un parlament de lucru și experiența unor alegeri libere, spre deosebire de multe alte state noi, care au caștigat independența în timpul primului război mondial sau în urma acestuia. Aniversarea centenară a alegerilor din 1907 a fost sărbătorită de către parlamentul finlandez în 2007.

## Rezultate
| Prezența la vot | 70.7% | & Arhivat în 24 ianuarie 2007, la Wayback Machine. |

| Partide                                                                       | Locuri | %      | Voturi  |
| Partidul Social Democrat din Finlanda                                         | 80     | 37.03% | 329,946 |
| Partidul Finlandez                                                            | 59     | 27.34% | 243,573 |
| Partidul Tinerilor Finlandezi                                                 | 26     | 13.65% | 121,604 |
| Partidul Popular Suedez                                                       | 24     | 12.60% | 112,267 |
| Liga Agrară                                                                   | 9      | 5.75%  | 51,242  |
| Liga Lucratorilor Creștini din Finlanda                                       | 2      | 1.55%  | 13,790  |
| Alții                                                                         |        | 2.08%  | 18,568  |
| Total                                                                         | 200    | 100%   | 890,990 |
| Source: Suomen virallinen tilasto 29 A, 8 (Tilastollinen päätoimisto), p. 35. |        |        |         |

## De asemenea
100-a aniversare a primului Parlament finlandez a fost recent ales ca motivul principal pentru a da valoare unei monede comemorative, de 10 €, la 100 de ani de la alegerile parlamentare finlandeze, monede comemorative inscripționate în 2006. Aversul prezintă silueta unei femei și mâinile unui om, și mai jos mâinile pe buletinele de vot ce au fost introduse într-o urnă de vot. Pe revers, două fețe stilizate în partea centrală, un bărbat și pe cealaltă parte femeia, separate de o linie curbă subțire reprezentată.Ele simbolizează egalitatea de sexe, la fel și faptul ca subiecții ilustrați pe ambele părți sunt egali în ceea ce privește centrul monedei.